# Honnemyr
Honnemyr ist ein Weiler in der südnorwegischen Kommune Vennesla.

## Lage
Honnemyr liegt im gleichnamigen Moorgebiet beiderseits des Fylkesvei 70. Der Verwaltungssitz Vennesla befindet sich etwa 7,2 km entfernt in südwestlicher Richtung. Die nächste Ortschaft ist das ebenfalls zur Kommune Vennesla gehörige Samkom etwa zwei Kilometer östlich.

## Sonstiges
- In Honnemyr gibt es seit den 1990er Jahren eine deutsche christliche Gemeinde mit ca. 60–70 Mitgliedern.[2]
- Unweit des Ortes besteht eine 11 km lange Langlaufpiste.[2]
- Zum Ort gehört eine Waldfläche von 2038 Hektar.[3]